# Alnarp
Alnarp es una localidad y un campus universitario en Lomma, provincia de Escania, Suecia, se encuentra entre Lund y Malmö. 
La finca de Alnarp data del 1325, y llegó a ser la residencia oficial del gobernador general de la provincia de Escania en 1674. En 1862, el Castillo de Alnarp fue remodelado para albergar a la escuela de agronomía, actualmente parte del campus Arnalp de la Universidad de Ciencias Agrícolas de Suecia.
También se encuentra en Alnarp la sede del Nordic Gene Bank.